# Радьки (Польща)
Радьки (Підтиневичі, Радзькі, пол. Radźki) — село в Польщі, у гміні Нарва Гайнівського повіту Підляського воєводства. Населення — 22 особи (2011).

## Історія
Вперше згадується 1560 року.
У 1975—1998 роках село належало до Білостоцького воєводства.

## Демографія
Демографічна структура станом на 31 березня 2011 року:
|          | Загалом | Допрацездатний вік | Працездатний вік | Постпрацездатний вік |
| -------- | ------- | ------------------ | ---------------- | -------------------- |
| Чоловіки | 11      | 1                  | 5                | 5                    |
| Жінки    | 11      | 1                  | 3                | 7                    |
| Разом    | 22      | 2                  | 8                | 12                   |

У 1891 році в селі налічувалося 5 домів і 44 мешканців, у 1936 році — 7 домів і 50 мешканців, у 1959 році — 13 домів і 69 мешканців.